# Jithin Paul
Jithin Paul (* 13. März 1990) ist ein indischer Leichtathlet, der sich auf den 400-Meter-Hürdenlauf spezialisiert hat.

## Sportliche Laufbahn
Erste internationale Erfahrungen sammelte Jithin Paul im Jahr 2007, als er bei den Jugendweltmeisterschaften in Ostrava sein Rennen über 400 m Hürden nicht beenden konnte. Im Jahr darauf schied er dann bei den Juniorenweltmeisterschaften in Bydgoszcz mit 54,01 s in der ersten Runde aus und 2010 nahm er mit der indischen 4-mal-400-Meter-Staffel erstmals an den Asienspielen in Guangzhou teil und verhalf dort der Mannschaft zum Finaleinzug. 2011 wurde er bei den Asienmeisterschaften in Kōbe mit der Staffel disqualifiziert und zwei Jahre später schied er bei den Asienmeisterschaften in Pune im Hürdenlauf mit 52,15 s im Vorlauf aus. 2014 nahm er dann erneut an den Asienspielen im südkoreanischen Incheon teil und erreichte dort im Hürdenlauf auch das Finale und wurde dort disqualifiziert, während er mit der Staffel nach 3:04,61 min auf Rang vier einlief. 2016 gewann er bei den Südasienspielen in Guwahati in 50,57 s die Silbermedaille hinter seinem Landsmann Ayyasamy Dharun. 2017 gab er einen positiven Dopingtest ab und wurde daraufhin bis Ende 2018 disqualifiziert.
2010 wurde Paul indischer Meister in der 4-mal-400-Meter-Staffel.

## Persönliche Bestzeiten
- 400 Meter: 47,39 s, 11. Juni 2011 in Bengaluru
- 400 m Hürden: 49,79 s, 4. Juni 2016 Šamorín